# Sex Wars
Sex Wars – zbiór felietonów Stanisława Lema po raz pierwszy wydany w 1996 nakładem Niezależnej Oficyny Wydawniczej. Tom zawiera głównie wybór tekstów Lema publikowanych od 1993 w czasopiśmie „Odra” w cyklu „Rozważania sylwiczne”.
W 2004 ukazało się nakładem Wydawnictwa Literackiego, jako 29. pozycja serii „Dzieł zebranych” autora, wydanie drugie - rozszerzone i zmienione. Autor dokonał wyboru spośród felietonów ukazujących się w „Odrze” w latach 1993-2003, które pojawiły się tym razem bez osobnych tytułów, a opatrzone jedynie rzymskimi numerami, pod jakimi były pierwotnie drukowane w czasopiśmie. Pozostał natomiast pod własnym tytułem esej z paryskiej „Kultury” pt. Sex Wars, czyli świat i Polska.
Część tekstów ze zbioru ukazała się później również w książce Planeta LEMa. Felietony ponadczasowe.

## Spis utworów (wydanie 1996)
- Sex Wars, czyli świat i Polska (pierwodruk w: „Kultura” 1992)
- Wycinek autobiografii: moja przygoda z futurologią (1994)
- Pitavale XXI wieku
- Kto nas stworzył?
- Etyka zła (1978)
- Prognozy
- Las różnych rzeczy czyli felietony z „Odry”
  - Schyłek - i co dalej?
  - Wyobcowanie inteligencji
  - Co można było przewidzieć?
  - Struktura twórczych ewolucji
  - Smutek przed końcem świata
  - Szarańcza informacyjna
  - Kres tysiąclecia
  - Ocean Goedla
  - Patrzeć dalej
  - Głupota motorem dziejów
  - Archeologia cyberspace
  - Daremność
  - Kultura krwi i mordu
  - Cmentarz literatury
  - Tak było
  - O moim lizusostwie
  - Lekcja u ewolucji
  - Jak toną prognozy
  - Łyżka grochu z kapustą
  - Trend stulecia
  - Czytam Sienkiewicza
  - Śmierć śmierci
  - Tempus edax rerum
  - Rozkosze postmodernizmu
  - Co pozostaje?
  - Destrukcja dekonstrukcji